# Buciños
Buciños (llamada oficialmente San Miguel de Buciños) es una parroquia y una aldea española del municipio de Carballedo, en la provincia de Lugo, Galicia.

## Organización territorial
La parroquia está formada por dieciocho entidades de población, constando trece de ellas en el nomenclátor del Instituto Nacional de Estadística español:

### Entidades de población
Entidades de población que forman parte de la parroquia:
- A Barreira
- A Casa Grande
- A Corna
- A Corveira de Baixo
- Airexiña (A Eirexiña)
- Alén do Río
- Buciños
- Loureiro de Baixo
- Loureiro de Riba
- O Barrio
- O Coedo
- O Porto
- Outeiro de Buciños (O Outeiro de Buciños)
- San Trocado
- Surrego
- Torre (A Torre)
- Trasar de Sabugueiro
- Trasmontes

## Demografía

### Parroquia
| Gráfica de evolución demográfica de Buciños (parroquia) entre 2000 y 2019 |
|                                                                           |
| Datos según el nomenclátor publicado por el INE.                          |

### Aldea
| Gráfica de evolución demográfica de Buciños (aldea) entre 2000 y 2019 |
|                                                                       |
| Datos según el nomenclátor publicado por el INE.                      |